# Pteronymia aetta
Pteronymia aetta är en fjärilsart som beskrevs av Samuel Hubbard Scudder 1875. Pteronymia aetta ingår i släktet Pteronymia och familjen praktfjärilar. Inga underarter finns listade.